# Telmatoscopus clusior
Telmatoscopus clusior és una espècie d'insecte dípter pertanyent a la família dels psicòdids.

## Descripció
- Mascle: color marró clar; sutura interocular feblement arquejada; front amb una àrea rectangular pilosa; palps amb el segment núm. 1 molt curt; tòrax sense patagi; ales amb taques als extrems de la nervadura i d'1,50-1,52 mm de llargària i 0,52-0,55 d'amplada; edeagus petit i en forma de "Y"; antenes d'1,35 mm de longitud.
- La femella no ha estat encara descrita.
- És similar a Telmatoscopus cuspiceps, però se'n diferencia per tindre els ulls més junts, el primer segment dels palps més curt i una estructura genital diferent en el cas del mascle.[3]

## Distribució geogràfica
Es troba a les illes Filipines: Mindanao.